# Kreisgericht Wrietzen
Das Kreisgericht Wrietzen war ein preußisches Kreisgericht in der damaligen preußischen Provinz Brandenburg mit Sitz in Wrietzen.

## Geschichte
Im Sprengel des Kreisgerichtes Wittstock bestanden bis 1849 das
- Königliche Land- und Stadtgericht Wrietzen
- Königliche Land- und Stadtgericht Neustadt Eberswalde
- Königliche Land- und Stadtgericht Alt-Landsberg
- Königliche Land- und Stadtgericht Neustadt Strausberg
- Königliche Domgericht Berlin
- Königliche Stadtgericht Bernau.

Daneben bestanden viele Patrimonialgerichte.
Im Jahre 1849 wurden in Preußen einheitlich Kreisgerichte geschaffen. Hierbei wurde die Patrimonialgerichtsbarkeit abgeschafft und die Patrimonialgerichte aufgehoben. Auch die eingangs genannten Gerichte wurden aufgehoben und es entstand das Königliche Kreisgericht Wrietzen. Es umfasste den Kreis Oberbarnim und Teile des Kreises Angermünde mit den Städten Biesenthal, Freienwalde, Neustadt-Eberswalde, Strausberg, Werneuchen und Wrietzen. Zuständiges Appellationsgericht blieb das Kammergericht.
Gerichtskommission bzw. -deputationen, also Zweigstellen des Gerichtes, wurden in Strausberg, Freienwalde und Neustadt Eberswalde eingerichtet.
Am Gericht waren 1870 ein Direktor und 12 Kreisrichter eingesetzt. Die Zahl der Gerichtseingesessenen betrug 88.736. Gerichtstage wurden in Biesenthal, Groß-Neuendorf, Prötzel und Weneuchen abgehalten. Das Gericht war auch Schwurgericht.
Im Rahmen der Reichsjustizgesetze wurde das Gerichtswesen in Deutschland 1879 vereinheitlicht. Damit wurden das Kreisgericht Wittstock aufgehoben und das königlich preußische Amtsgericht Wriezen mit Wirkung zum 1. Oktober 1879 als eines von 12 Amtsgerichten im Bezirk des Landgerichtes Prenzlau als Nachfolger gebildet. Auch die Gerichtskommissionen wurden 1879 in Amtsgerichte umgewandelt (Amtsgericht Eberswalde, Amtsgericht Bad Freienwalde und Amtsgericht Strausberg).

## Gerichtssprengel
Dem Kreisgericht Wittstock waren folgende Gemeinden zugeordnet:
| Ort                                                          | Regierungsbezirk | früheres Gericht                                                                    |
| ------------------------------------------------------------ | ---------------- | ----------------------------------------------------------------------------------- |
| Wrietzen                                                     | Potsdam          | Königliches Land- und Stadtgericht Wrietzen                                         |
| Groß-Barnim                                                  | Potsdam          | Königliches Land- und Stadtgericht Wrietzen                                         |
| Klein-Barnim                                                 | Potsdam          | Patrimonialgericht                                                                  |
| Neu-Barnim mit Herrenwiese                                   | Potsdam          | Königliches Land- und Stadtgericht Wrietzen                                         |
| Batzlow                                                      | Potsdam          | Patrimonialgericht                                                                  |
| Beauregard                                                   | Potsdam          | Patrimonialgericht                                                                  |
| Beiersdorf                                                   | Potsdam          | Königliches Land- und Stadtgericht Neustadt Eberswalde                              |
| Birsdorf                                                     | Potsdam          | Patrimonialgericht                                                                  |
| Bisow                                                        | Potsdam          | Patrimonialgericht                                                                  |
| Alt-Bliesdorf mit Sophienhof                                 | Potsdam          | Patrimonialgericht                                                                  |
| Neu-Bliesdorf                                                | Potsdam          | Patrimonialgericht                                                                  |
| Bollersdorf                                                  | Potsdam          | Patrimonialgericht                                                                  |
| Burgwall                                                     | Potsdam          | Königliches Land- und Stadtgericht Wrietzen                                         |
| Carlsdorf                                                    | Potsdam          | Patrimonialgericht                                                                  |
| Cunersdorf                                                   | Potsdam          | Patrimonialgericht                                                                  |
| Eichwerder                                                   | Potsdam          | Patrimonialgericht                                                                  |
| Frankenfelde                                                 | Potsdam          | Königliches Land- und Stadtgericht Wrietzen                                         |
| Freudenberg                                                  | Potsdam          | Königliches Land- und Stadtgericht Wrietzen oder Alt-Landsberg?                     |
| Alt-Friedland                                                | Potsdam          | Patrimonialgericht                                                                  |
| Neu-Friedland                                                | Potsdam          | Patrimonialgericht                                                                  |
| Alt-Gaul                                                     | Potsdam          | Königliches Land- und Stadtgericht Wrietzen                                         |
| Neu-Gaul                                                     | Potsdam          | Königliches Land- und Stadtgericht Wrietzen                                         |
| Grube                                                        | Potsdam          | Patrimonialgericht                                                                  |
| Gruno                                                        | Potsdam          | Patrimonialgericht                                                                  |
| Harnekopf                                                    | Potsdam          | Patrimonialgericht                                                                  |
| Haselberg                                                    | Potsdam          | Patrimonialgericht                                                                  |
| Heinrichsdorf                                                | Potsdam          | Patrimonialgericht                                                                  |
| Hirschfelde                                                  | Potsdam          | Patrimonialgericht                                                                  |
| Herrenhoff                                                   | Potsdam          | Königliches Land- und Stadtgericht Wrietzen                                         |
| Ihlow                                                        | Potsdam          | Patrimonialgericht                                                                  |
| Jaeckelsbruch                                                | Potsdam          | Patrimonialgericht                                                                  |
| Kaerstenbruch mit Zubehör                                    | Potsdam          | Patrimonialgericht                                                                  |
| Neu-Kietz bei Freienwalde                                    | Potsdam          | Königliches Land- und Stadtgericht Wrietzen                                         |
| Alt-Kietz bei Wrietzen                                       | Potsdam          | Königliches Land- und Stadtgericht Wrietzen                                         |
| Neu-Kietz bei Wrietzen                                       | Potsdam          | Königliches Land- und Stadtgericht Wrietzen                                         |
| Königshof                                                    | Potsdam          | Königliches Land- und Stadtgericht Wrietzen                                         |
| Ladeburg                                                     | Potsdam          | a) Dorf: Domgericht Berlin; b): Wassermühle: Stadtgericht Bernau                    |
| Leurenberg                                                   | Potsdam          | Patrimonialgericht                                                                  |
| Alt-Levin                                                    | Potsdam          | Königliches Land- und Stadtgericht Wrietzen                                         |
| Neu-Levin und Herrenwiese                                    | Potsdam          | Königliches Land- und Stadtgericht Wrietzen                                         |
| Lüdersdorf mit Franzhof                                      | Potsdam          | Patrimonialgericht                                                                  |
| Alt-Medewitz                                                 | Potsdam          | Königliches Land- und Stadtgericht Wrietzen                                         |
| Neu-Medewitz                                                 | Potsdam          | Königliches Land- und Stadtgericht Wrietzen                                         |
| Meßdorf                                                      | Potsdam          | Patrimonialgericht                                                                  |
| Moeglin                                                      | Potsdam          | Patrimonialgericht                                                                  |
| Praedichow                                                   | Potsdam          | Patrimonialgericht                                                                  |
| Pritzhagen                                                   | Potsdam          | Patrimonialgericht                                                                  |
| Proetzel                                                     | Potsdam          | Patrimonialgericht                                                                  |
| Alt-Ranft                                                    | Potsdam          | Patrimonialgericht                                                                  |
| Rathsdorf                                                    | Potsdam          | Königliches Land- und Stadtgericht Wrietzen                                         |
| Reichenberg                                                  | Potsdam          | Patrimonialgericht                                                                  |
| Reichenow mit Zubehör                                        | Potsdam          | Patrimonialgericht                                                                  |
| Ringenwalde                                                  | Potsdam          | Patrimonialgericht                                                                  |
| Schoenefeld                                                  | Potsdam          | Patrimonialgericht und Königliches Land- und Stadtgericht Neustadt Eberswalde       |
| Schulzendorf                                                 | Potsdam          | Patrimonialgericht                                                                  |
| Sietzing                                                     | Potsdam          | Patrimonialgericht                                                                  |
| Sonnenburg                                                   | Potsdam          | Patrimonialgericht                                                                  |
| Steinbeck                                                    | Potsdam          | Patrimonialgericht                                                                  |
| Sternebeck                                                   | Potsdam          | Patrimonialgericht                                                                  |
| Thoeringswerder                                              | Potsdam          | Königliches Land- und Stadtgericht Wrietzen                                         |
| Alt-Trebbin                                                  | Potsdam          | Königliches Land- und Stadtgericht Wrietzen                                         |
| Neu-Trebbin                                                  | Potsdam          | Königliches Land- und Stadtgericht Wrietzen                                         |
| Vevais                                                       | Potsdam          | Patrimonialgericht                                                                  |
| Wegendorf                                                    | Potsdam          | Königliches Land- und Stadtgericht Alt-Landsberg                                    |
| Werneuchen                                                   | Potsdam          | Königliches Land- und Stadtgericht Alt-Landsberg                                    |
| Weesow                                                       | Potsdam          | Königliches Land- und Stadtgericht Alt-Landsberg                                    |
| Wilmersdorf                                                  | Potsdam          | Königliches Land- und Stadtgericht Alt-Landsberg                                    |
| Wollenberg                                                   | Potsdam          | Patrimonialgericht                                                                  |
| Wölsickendorf                                                | Potsdam          | Patrimonialgericht                                                                  |
| Alt-Wrietzen                                                 | Potsdam          | teilweise Königliches Land- und Stadtgericht Wrietzen, teilweise Patrimonialgericht |
| Wubrigsberg                                                  | Potsdam          | Patrimonialgericht                                                                  |
| Wuschewier                                                   | Potsdam          | Patrimonialgericht                                                                  |
| Forstpflanzen-Garten                                         | Potsdam          |                                                                                     |
| Carlsbiese                                                   | Frankfurt        |                                                                                     |
| Carlshof                                                     | Frankfurt        | Patrimonialgericht                                                                  |
| Neu adlich Reetz                                             | Frankfurt        |                                                                                     |
| Neu-Rüdnitz                                                  | Frankfurt        |                                                                                     |
| Neu-Cüstrinchen                                              | Frankfurt        |                                                                                     |
| Neu-Lietzen-Goericke mit Philippsburg                        | Frankfurt        |                                                                                     |
| Neu-Reetz                                                    | Frankfurt        |                                                                                     |
| Alt-Reetz                                                    | Frankfurt        |                                                                                     |
| Neu-Wustrau                                                  | Frankfurt        |                                                                                     |
| Rehrin                                                       | Frankfurt        |                                                                                     |
| Güshoff                                                      | Frankfurt        |                                                                                     |
| Graben                                                       | Frankfurt        |                                                                                     |
| Amt Kienzig                                                  | Frankfurt        |                                                                                     |
| Dorf Kienzig                                                 | Frankfurt        |                                                                                     |
| Establissement Kienzig                                       | Frankfurt        |                                                                                     |
| Groß-Neundorf                                                | Frankfurt        |                                                                                     |
| Klein-Neundorf                                               | Frankfurt        |                                                                                     |
| Ortwich                                                      | Frankfurt        |                                                                                     |
| Bienenwerder                                                 | Frankfurt        |                                                                                     |
| Friedrichshof                                                | Frankfurt        |                                                                                     |
| Croustillier                                                 | Frankfurt        |                                                                                     |
| Erbpachtsgerichte über Wilhelmsaue mit Posedin und Solicante | Frankfurt        |                                                                                     |

## Gerichtskommission Strausberg
Der Gerichtskommission Strausberg waren folgende Gemeinden zugeordnet:
| Ort                       | Landkreis | früheres Gericht                                 |
| ------------------------- | --------- | ------------------------------------------------ |
| Strausberg                | Potsdam   | Königliches Land- und Stadtgericht Strausberg    |
| Besendahl                 | Potsdam   | Patrimonialgericht                               |
| Buchholz                  | Potsdam   | Königliches Land- und Stadtgericht Alt-Landsberg |
| Hohenstein                | Potsdam   | Königliches Land- und Stadtgericht Alt-Landsberg |
| Ruhlsdorf                 | Potsdam   | Königliches Land- und Stadtgericht Alt-Landsberg |
| Giehlsdorf                | Potsdam   | Patrimonialgericht                               |
| Closterdorf und Kähnsdorf | Potsdam   | Königliches Land- und Stadtgericht Alt-Landsberg |
| Wilkendorf                | Potsdam   | Patrimonialgericht                               |
| Garzau                    | Potsdam   | Patrimonialgericht                               |

## Gerichtskommission Freienwalde
Der Gerichtskommission Freienwalde verfügte über zwei Richterstellen. Ihr waren folgende Gemeinden zugeordnet:
| Ort                        | Landkreis | früheres Gericht                               |
| -------------------------- | --------- | ---------------------------------------------- |
| Freienwalde mit Alt-Kietz  | Potsdam   | Königliches Land- und Stadtgericht Freienwalde |
| Alaunwerk                  | Potsdam   | Patrimonialgericht                             |
| Gesundbrunnen Freienwalde  | Potsdam   | Patrimonialgericht                             |
| Vorwerk Torgelow           | Potsdam   | Patrimonialgericht                             |
| Alt-Tornow                 | Potsdam   | Patrimonialgericht                             |
| Alt-Wustrau                | Frankfurt |                                                |
| Neuenhagen                 | Frankfurt |                                                |
| Bralitz                    | Frankfurt |                                                |
| Alt-Glietzen               | Frankfurt |                                                |
| Neu-Glietzen               | Frankfurt |                                                |
| Neu-Tornow mit Herrenwiese | Frankfurt |                                                |
| Fehrkrug Schiffsmühle      | Frankfurt |                                                |
| Grabow                     | Frankfurt |                                                |
| Hohenwutzen mit Fehrkrug   | Frankfurt |                                                |

## Gerichtsdeputation Neustadt Eberswalde
Der Gerichtsdeputation Neustadt Eberswalde verfügte über vier Richterstellen. Ihr waren folgende Gemeinden zugeordnet:
| Ort                                                                              | Landkreis | früheres Gericht                                                       |
| -------------------------------------------------------------------------------- | --------- | ---------------------------------------------------------------------- |
| Neustadt Eberswalde                                                              | Potsdam   | Königliches Land- und Stadtgericht Neustadt Eberswalde                 |
| Amalienhof                                                                       | Potsdam   | Patrimonialgericht                                                     |
| Beerbaum                                                                         | Potsdam   | Patrimonialgericht                                                     |
| Kolonie Biesenthal                                                               | Potsdam   | Königliches Land- und Stadtgericht Neustadt Eberswalde                 |
| Kietz Biesenthal                                                                 | Potsdam   | Königliches Land- und Stadtgericht Neustadt Eberswalde                 |
| Brunow                                                                           | Potsdam   | Patrimonialgericht                                                     |
| Coethen                                                                          | Potsdam   | Patrimonialgericht                                                     |
| Danneberg                                                                        | Potsdam   | Patrimonialgericht                                                     |
| Danewitz                                                                         | Potsdam   | Königliches Land- und Stadtgericht Neustadt Eberswalde                 |
| Eisenspalterei                                                                   | Potsdam   | Königliches Land- und Stadtgericht Neustadt Eberswalde                 |
| Falkenberg                                                                       | Potsdam   | Patrimonialgericht                                                     |
| Alt-Gersdorf                                                                     | Potsdam   | Patrimonialgericht                                                     |
| Neu-Gersdorf                                                                     | Potsdam   | Patrimonialgericht                                                     |
| Grünthal                                                                         | Potsdam   | Patrimonialgericht                                                     |
| Heckelberg                                                                       | Potsdam   | Königliches Land- und Stadtgericht Neustadt Eberswalde                 |
| Hegermühle                                                                       | Potsdam   | Königliches Land- und Stadtgericht Neustadt Eberswalde                 |
| Hohenfinow, Carlswerk und Struwenberg                                            | Potsdam   | Patrimonialgericht                                                     |
| Klobbeck                                                                         | Potsdam   | Königliches Land- und Stadtgericht Neustadt Eberswalde                 |
| Kupferhammer                                                                     | Potsdam   | Königliches Land- und Stadtgericht Neustadt Eberswalde                 |
| Kupferhammer, Hüttenwerk                                                         | Potsdam   | Königliches Land- und Stadtgericht Neustadt Eberswalde                 |
| Kupferhammer, Kolonie                                                            | Potsdam   | Königliches Land- und Stadtgericht Neustadt Eberswalde                 |
| Lichterfelde                                                                     | Potsdam   | Königliches Land- und Stadtgericht Neustadt Eberswalde                 |
| Melchow                                                                          | Potsdam   | Königliches Land- und Stadtgericht Neustadt Eberswalde                 |
| Messingwerk                                                                      | Potsdam   | Königliches Land- und Stadtgericht Neustadt Eberswalde                 |
| Ruedenitz                                                                        | Potsdam   | Königliches Land- und Stadtgericht Neustadt Eberswalde                 |
| Schoenholz                                                                       | Potsdam   | Königliches Land- und Stadtgericht Neustadt Eberswalde                 |
| Sydow, Carlswerk und Struwenberg                                                 | Potsdam   | Patrimonialgericht                                                     |
| Sommerfeld, Carlswerk und Struwenberg                                            | Potsdam   | Patrimonialgericht                                                     |
| Spechthausen                                                                     | Potsdam   | Königliches Land- und Stadtgericht Neustadt Eberswalde                 |
| Steinfurth                                                                       | Potsdam   | Königliches Land- und Stadtgericht Neustadt Eberswalde                 |
| Tornow                                                                           | Potsdam   | Königliches Land- und Stadtgericht Freienwalde                         |
| Tempelfelde, Carlswerk und Struwenberg                                           | Potsdam   | Patrimonialgericht                                                     |
| Trampe, Carlswerk und Struwenberg                                                | Potsdam   | Patrimonialgericht                                                     |
| Tuchen                                                                           | Potsdam   | Königliches Land- und Stadtgericht Neustadt Eberswalde                 |
| Wolfswinkel                                                                      | Potsdam   | Königliches Land- und Stadtgericht Neustadt Eberswalde                 |
| Broichsdorf                                                                      | Potsdam   | Patrimonialgericht                                                     |
| Biesenthal                                                                       | Potsdam   | Königliches Land- und Stadtgericht Neustadt Eberswalde                 |
| Schoepfurth                                                                      | Potsdam   | Königliches Land- und Stadtgericht Neustadt Eberswalde                 |
| Kruge                                                                            | Potsdam   | Patrimonialgericht                                                     |
| Graefenbrück, Forsthaus, Wassermühle, Schleusenmeisterei und Schleusenwärterhaus | Potsdam   | Königliches Land- und Stadtgericht Neustadt Eberswalde und Liebenwalde |

## Richter
- Ludwig Septimus Oscar Wentzel (1850–1861)[3]